# Меркюроль
Меркюро́ль (фр. Mercurol) — колишній муніципалітет у Франції, у регіоні Овернь-Рона-Альпи, департамент Дром. Населення — 2197 осіб (2011).
Муніципалітет був розташований на відстані близько 470 км на південний схід від Парижа, 80 км на південь від Ліона, 16 км на північ від Валанса.

## Історія
До 2015 року муніципалітет перебував у складі регіону Рона-Альпи. Від 1 січня 2016 року належав до нового об'єднаного регіону Овернь-Рона-Альпи.
1 січня 2016 року Меркюроль і Вон було об'єднано в новий муніципалітет Меркюроль-Вон.

## Демографія
Динаміка населення (INSEE ):
Розподіл населення за віком та статтю (2006):
| Стать | Всього | До 15 років | 15-24 | 25-44 | 45-64 | 65-85 | Понад 85 |
| --- | ------ | ----------- | ----- | ----- | ----- | ----- | -------- |
| Чоловіки | 964    | 173         | 103   | 267   | 305   | 104   | 12       |
| Жінки | 1064   | 232         | 137   | 285   | 291   | 100   | 19       |
| \| Статево-вікова піраміда \| Статево-вікова піраміда \| Статево-вікова піраміда \| \| ----------------------- \| ----------------------- \| ----------------------- \| \| Чоловіки \| Вік \| Жінки \| \| 12 \| 85 + \| 19 \| \| 23 \| 80-84 \| 15 \| \| 27 \| 75-79 \| 19 \| \| 31 \| 70-74 \| 27 \| \| 23 \| 65-69 \| 39 \| \| 54 \| 60-64 \| 58 \| \| 76 \| 55-59 \| 69 \| \| 87 \| 50-54 \| 68 \| \| 88 \| 45-49 \| 96 \| \| 101 \| 40-44 \| 92 \| \| 69 \| 35-39 \| 75 \| \| 72 \| 30-34 \| 85 \| \| 25 \| 25-29 \| 33 \| \| 53 \| 20-24 \| 38 \| \| 50 \| 15-20 \| 99 \| \| 69 \| 10-14 \| 85 \| \| 54 \| 5-9 \| 58 \| \| 50 \| 0-4 \| 89 \| |        |             |       |       |       |       |          |
| Статево-вікова піраміда |        |             |       |       |       |       |          |
| Чоловіки | Вік    | Жінки       |       |       |       |       |          |
| 12 | 85 +   | 19          |       |       |       |       |          |
| 23 | 80-84  | 15          |       |       |       |       |          |
| 27 | 75-79  | 19          |       |       |       |       |          |
| 31 | 70-74  | 27          |       |       |       |       |          |
| 23 | 65-69  | 39          |       |       |       |       |          |
| 54 | 60-64  | 58          |       |       |       |       |          |
| 76 | 55-59  | 69          |       |       |       |       |          |
| 87 | 50-54  | 68          |       |       |       |       |          |
| 88 | 45-49  | 96          |       |       |       |       |          |
| 101 | 40-44  | 92          |       |       |       |       |          |
| 69 | 35-39  | 75          |       |       |       |       |          |
| 72 | 30-34  | 85          |       |       |       |       |          |
| 25 | 25-29  | 33          |       |       |       |       |          |
| 53 | 20-24  | 38          |       |       |       |       |          |
| 50 | 15-20  | 99          |       |       |       |       |          |
| 69 | 10-14  | 85          |       |       |       |       |          |
| 54 | 5-9    | 58          |       |       |       |       |          |
| 50 | 0-4    | 89          |       |       |       |       |          |

## Економіка
2010 року серед 1452 осіб працездатного віку (15—64 років) 1073 були активними, 379 — неактивними (показник активності 73,9%, у 1999 році було 72,8%). З 1073 активних мешканців працювало 1010 осіб (521 чоловік та 489 жінок), безробітними було 63 (25 чоловіків та 38 жінок). Серед 379 неактивних 123 особи були учнями чи студентами, 146 — пенсіонерами, 110 були неактивними з інших причин.

У 2010 році в муніципалітеті числилось 775 оподаткованих домогосподарств, у яких проживали 2085,5 особи, медіана доходів виносила 20 865 євро на одного особоспоживача